# کاناز کی
کاناز کی (به انگلیسی: Connah's Quay) شهرک در ولز است که در فلینتشر واقع شده‌است. کاناز کی ۱۶٬۷۷۴ نفر جمعیت دارد.